# Lury-sur-Arnon
Lury-sur-Arnon település Franciaországban, Cher megyében. Lakosainak száma 662 fő (2022. január 1.). Lury-sur-Arnon Brinay, Cerbois, Chéry, Lazenay, Massay és Méreau községekkel határos.

## Népesség
A település népessége az elmúlt években az alábbi módon változott:
| Lakosok száma | 612  | 566  | 644  | 700  | 701  | 682  | 668  | 659  | 661  | 662  |
|               | 1968 | 1982 | 1990 | 2006 | 2013 | 2015 | 2017 | 2019 | 2020 | 2022 |